# Forsteronia brevifolia
Forsteronia brevifolia är en oleanderväxtart som beskrevs av Markgraf. Forsteronia brevifolia ingår i släktet Forsteronia och familjen oleanderväxter. Inga underarter finns listade i Catalogue of Life.